# IR JT 42BW sorozat
Az IR JT 42BW négytengelyes dízel-elektromos mozdonysorozat, melyet a Meinfesa (Alstom), majd annak utódvállalata a Vossloh España gyártott az Israel Railways számára. A sorozatot 1996 és 2006 között, összesen negyvennyolc példányban gyártották és az IR elsőszámú személyszállító mozdonya volt a 2000-es évek során.

## Leírás

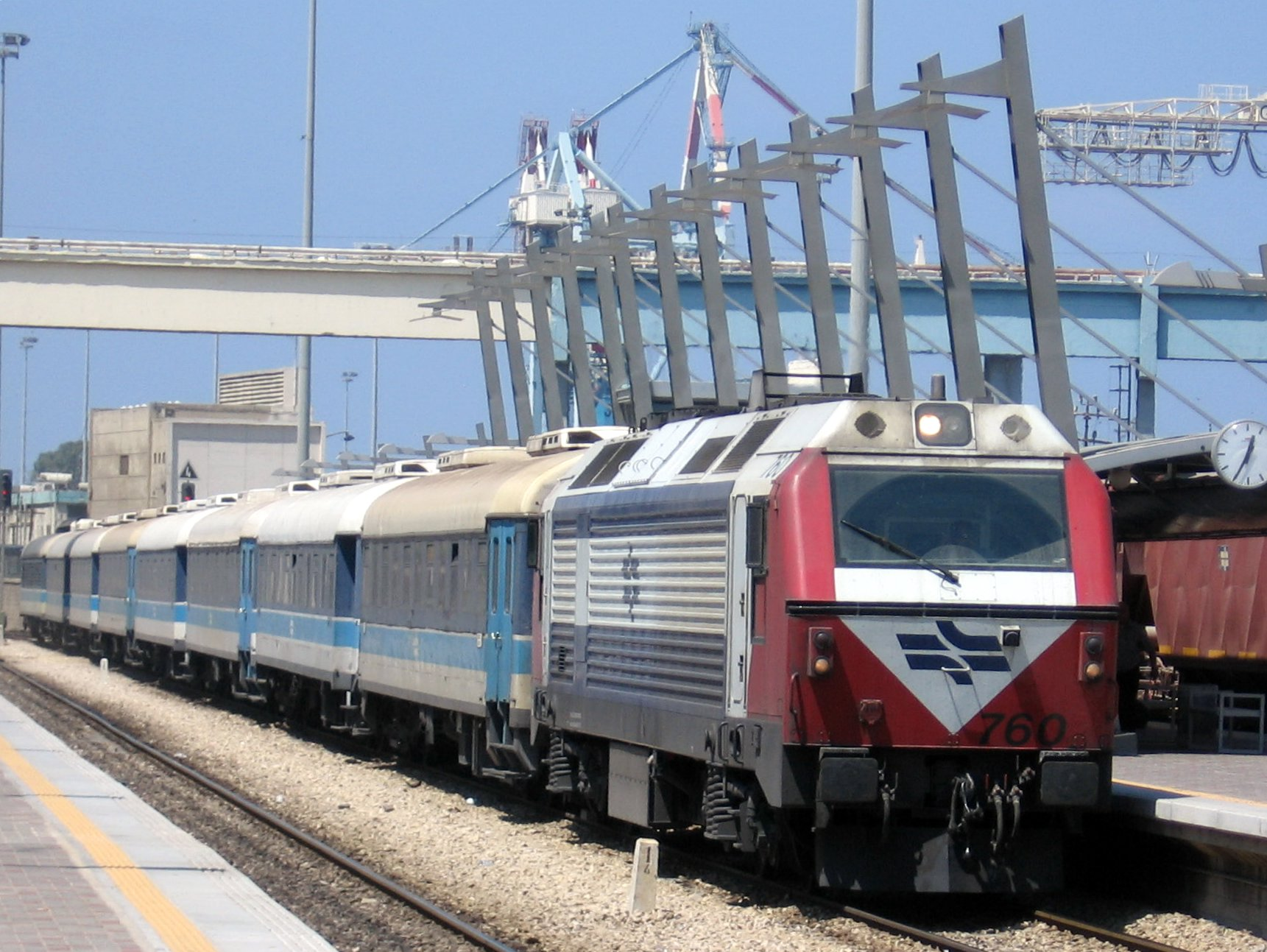
A 760-as pályaszámú JT 42BW

A JT 42BW az Alstom Prima mozdonysorozatának tagja, melyet az Alstom valenciai üzeme, a Meinfesa gyártott az amerikai Electro-Motive Diesellel együttműködve; a mozdonyok az EMD vontatóberendezéseit és a 710 típusú motorját használják. A mozdonysorozatot azért szerezték be, hogy ellássák a megnövekedett személyszállítási forgalmat az 1990-es években lezajlott vasúti beruházások után, melynek köszönhetően több vonalat újra megnyitottak a személyszállításnak. A mozdonyokat ingavonatok mozgatására használják, a tipikus formációban (2009) egy JT 42BW mozdonyt öt negyedik generációs Bombardier Doppelstockwagen emeletes személyszállító kocsi és egy vezérlőkocsi követ. 2007-ben ezen mozdonyok az IR első számú személyszállító mozdonyai voltak, melyek a vállalat gördülőállományának felét tették ki.
A mozdonyokat 1996 és 2006 között több tételben rendelték meg, a tíz egységből álló második tétel lehetővé tette, hogy a hattengelyes JT 42CW tehermozdonyok visszatérhessenek rendeltetésükhöz, miután mozdonyhiány miatt személyszállítási munkára helyezték át azokat.
Két egységet, a 739-es és a 741-es pályaszámú mozdonyt újjáépítették, miután Ahuzamban és Beit Yehoshuában balesetet szenvedtek.
2011-ben az IR 24 darab négytengelyes Euro 3000 AC típusú mozdonyt rendelt az Alstom Valencia utódvállalatától, a Vossloh Españától. Ezek a mozdonyok megörökölték a JT 42BW néhány tervezési jellemzőjét, köztük az EMD 710 motor használatát, azonban a JT 42BW-től eltérően a Euro 3000 AC-mozdonyokat IGBT elektronikával vezérelt váltóáramú vontatómotorokkal szerelték.

## Fordítás
- Ez a szócikk részben vagy egészben  az   Israel Railways JT 42BW című angol Wikipédia-szócikk ezen változatának fordításán alapul.  Az eredeti cikk szerkesztőit annak laptörténete sorolja fel. Ez a jelzés csupán a megfogalmazás eredetét és a szerzői jogokat jelzi, nem szolgál a cikkben szereplő információk forrásmegjelöléseként.